# IPO5
IPO5‏ (Importin 5) هوَ بروتين يُشَفر بواسطة جين IPO5 في الإنسان.